# San Rafael del Paraná
San Rafael del Paraná es un distrito paraguayo ubicado en el departamento de Itapúa. Sus pobladores están compuestos por japoneses, paraguayos, alemanes y brasileños. En esta zona existe un sector conformado por las colonias Alborada y Apeaimé. Fue elevada a la categoría de distrito en el año 1978. En este distrito se encuentra el Parque Nacional San Rafael.

## Geografía
El distrito de San Rafael del Paraná, se encuentra situado en la zona Noreste del séptimo Departamento de Itapúa. Es una zona con un gran declive que empieza en la ribera del Río Paraná a unos 80 m s. n. m., que va ascendiendo hacia el norte y el noreste, para terminar en la cordillera de San Rafael, a unos 455 m s. n. m.
El Distrito de San Rafael del Paraná, tiene 2.500 km² de extensión territorial y una densidad poblacional de 9,44 hab/km². Limita al norte con los departamentos de Caazapá y Alto Paraná; al sur con la República Argentina, separada por el Río Paraná; al oeste con Tomas Romero Pereira y Yatytay; y al este con Carlos Antonio López.

## Hidrografía
San Rafael del Paraná se encuentra regada por las aguas del Río Paraná, además del Río Tembey y por las aguas de los siguientes arroyos: Charará, Chararái, San Juan, Tembey, Kilómetro 6, Kilómetro 21, Guarapay y Yacutingá.
El distrito cuenta con un puerto sobre el río Paraná: «Puerto San Lorenzo». El Puerto oficial actual es el «Puerto 3 de Febrero»

## Clima
Esta zona es la más fría del país, debido a su posición en el extremo austral, a la ausencia de elevaciones que pongan freno al viento Sur, y al gran porcentaje de humedad que presenta. Su temperatura media no alcanza a 21 °C y las mínimas pueden llegar a -4 °C bajo cero en las zonas ribereñas al Paraná. En verano sólo excepcionalmente llega a 39 °C . El promedio de lluvias es de 1700 mm anuales, siendo octubre el mes más lluvioso.

## Demografía
Cuenta con un total de 14 166 habitantes según datos oficiales del censo paraguayo de 2022.
En la zona del Distrito de San Rafael del Paraná, se encuentran asentadas algunas comunidades indígenas y que son las siguientes: Y Aká Marangatu, Pykasu Agua, Arasa Poty y Makutingá.
También existen varias colonias; las más importantes son Colonia Alborada, Colonia Ape Aime, Colonia 3 de Febrero, y los asentamientos de la Colonia Libertad; más conocido como Yanki Kue, que es la más grande de la zona, además un poblado de la Colonia Naranjito con pobladores cuya mayoría está compuesta por ciudadanos brasileros nacionalizados paraguayos.

## Economía
Su población se dedica mayoritariamente a la agricultura, como el algodón, soja y yerba mate. En la zona también se encuentra establecimientos industriales, que un gran número de pobladores se encuentran ocupados en esa tarea. También se encuentra el puerto San José que está ubicado en Apeaime que se dedica al comercio, donde da trabajo a muchas personas, debido a la gran visita de argentinos.

## Infraestructuras
Para el Distrito de San Rafael del Paraná, la comunicación terrestre más importante es el ramal de la ruta N.º 6 Dr. Juan León Mallorquín, por la cual se puede acceder de varias formas siendo el más utilizado el acceso «Cruce Santa Clara» pasando por Edelira, Natalio y Yatytay, se que encuentra pavimentado con algunos tramos en avanzado deterioro, lo conecta con la ciudad de Encarnación, capital del Departamento a unos 138 km, y además con la ciudad de Asunción, capital del Paraguay, y con otras localidades del departamento, y del país.
Para su comunicación con la capital del país, con la capital departamental y con los otros puntos de la región, los pobladores cuentan con medios de transportes muy precários en estado de abandono. San Rafael del Paraná dista a 313 km de la ciudad de Asunción, capital de la República del Paraguay. Se llega al lugar, a partir de Encarnación, viajando por la Ruta N.º 6 Dr. Juan León Mallorquín, por un ramal sin pavimento.

## Educación
En el distrito, están ubicadas todas las instituciones educativas de la Educación Escolar Básica tanto primero, segundo y tercer ciclo, y el nivel medio. Entre las escuelas que se pueden citar se encuentran las que pertenecen al centro educativo n.º 11 de Ape Aime y son las de San Juan Mártir, Guarapay, San Antonio de Padua, San Blas, Cnel. Justo Morel Leiva, Vicente Ignacio Iturbe, María Auxiliadora y la más reciente San José Obrero que está en un nuevo asentamiento del distrito. Entre los Colegios de enseñanza media está el más antiguo de todos San Rafael km. 1, luego El Liceo Nacional Ape Aimé y los demás: Colegio Nacional San Rafael km 12, Liceo Privado de Alborada, Colegio Nacional San Blas, Colegio Nacional Sagrado Corazón de Jesús, Colegio Nacional San Antonio, Liceo Nacional Naranjito entre otros. Además esta la Supervisión de control y apoyo pedagógico.

## Turismo
El potencial turístico de San Rafael del Paraná es importante, y las bellezas naturales de la zona ofrece un marco adecuado para la sana expansión al aire libre, a orillas de rumorosos arroyos de lecho de piedra, algunos rápido, y el caudaloso Río Paraná en cuyo caudal numerosas especies de peces constituyen una atracción para los amantes de la pesca deportiva, deportes acuáticos y navegación.
San Rafael del Paraná, posee los salto más bellos, en la localidad de Ape Aime el caudaloso arroyo 5 presenta el salto piro'y o salto 5, el cual divide al distrito con la localidad de San Lorenzo Carlos A. López, el Salto 9 también ubicado en la localidad de Ape Aime con una cascada aprox. de 12 m. el Salto San Jose Ubicado en la localidad de tercer Asentamiento Colonia Libertad,  
Salto del Río Tembey, en medio de exuberante vegetación, un desnivel de unos 3 m de alto en el curso del río forma una atractiva cascada.